# التهاب عصب بینایی
التهاب عصب بینایی (به انگلیسی: optic neuritis) به هرگونه بیماری که سبب درگیری التهابی عصب بینایی شود گفته می‌شود. عصب بینایی عصب دوم مغز است و اطلاعات بینایی را از شبکیه چشم به مغز می‌برد. در بیشتر موارد این التهاب منجر به از دست دادن ناگهانی دید در شخص می‌گردد که با درد و احساس حساس بودن در چشم همراه است. هرچند عامل اصلی آن ناشناخته است اما در بیشتر موارد بیماری‌های خود ایمنی مانند ام اس، می‌تواند زمینه‌ساز آن باشد.